# Thạch Sương Khánh Chư
Thạch Sương Khánh Chư (zh. 石霜慶諸, shíshuāng qìngzhū, ja. sekisō kei-sho, 807-888/889) là Thiền sư Trung Quốc, môn đệ của Đạo Ngô Viên Trí.

## Cơ duyên và hành trạng
Sư họ Trần, quê ở Tân Cang, Lô Lăng. Năm 13 tuổi, sư theo Thiền sư Thiều Giám núi Tây Sơn, Hồng Tỉnh xuống tóc xuất gia. Năm 23 tuổi, sư thọ giới cụ túc tại Tung Nhạc. Kế, sư đến Lạc Hạ học giáo lý Tỳ Ni, sau biết không phải là pháp đốn ngộ nên bỏ.
Một hôm, sư sàng gạo, Quy Sơn Linh Hựu đến bảo: "Vật của thí chủ chớ để rơi rớt". Sư thưa: "Chẳng dám rơi rớt". Quy Sơn lượm từ dưới đất một hạt gạo lên hỏi: "Chẳng rơi rớt, đây là cái gì?", sư không đáp được. Quy Sơn lại nói: "Chớ xem thường một hạt này, trăm ngàn hạt đều từ một hạt này sinh". Sư thưa: "Trăm ngàn hạt từ một hạt này sinh, chẳng biết hạt này từ đâu sinh?". Quy Sơn cười ha hả rồi trở về phương trượng. Buổi chiều, Quy Sơn thượng đường bảo: "Đại chúng! Trong gạo có sâu, các ngươi hãy khéo xem!".
Về sau, sư đến tham kiến Đạo Ngô Viên Trí hỏi: "Thế nào là ánh mắt nhìn tới đâu cũng là Bồ-đề trí tuệ?", Đạo Ngô gọi: "Sa-di!". Sa-di ứng tiếng dạ, Đạo Ngô dặn: "Hãy đổ thêm nước vào tịnh bình!". Sau đó lại hỏi sư: "Vừa rồi ông hỏi cái gì?". Sư lập lại câu hỏi lúc nãy, Đạo Ngô liền đứng lên rời khỏi. Từ đó, sư liền đại ngộ.
Một hôm, Đạo Ngô nói: "Ta bị bệnh sắp qua đời, nhưng trong lòng còn một vật, gây hại lâu dài. Ai có thể trừ bỏ giùm ta?". Sư nói: "Tâm, vật đều không, tìm cách trừ bỏ càng thêm hại". Đạo Ngô nói: "Lành thay! Lành thay!". Lúc ấy, sư chỉ là ông tăng vừa mới trải qua hai mùa an cư kiết hạ.
Trong thời gian diễn ra nạn An Lộc Sơn, sư ẩn cư ở phường Đào gia Lưu Dương ở Trường Sa, sáng đi tối về, không ai biết được. Sau Hòa thượng Động Sơn Lương Giới đến núi Thanh Lương ở  sư ngày ngày ân cần chấp tác đầy đủ lễ thầy trò. Đến thời điểm Đạo Ngô viên tịch, học chúng đến tu đã lên đến 500 người.
Sư trụ trì ở Thạch Sương 20 năm, dạy môn đệ rất kỉ luật. Học chúng thường ngồi Thiền chẳng nằm vì vậy người ta thường gọi là Chúng cây khô (石霜枯木眾, Thạch Sương khô mộc chúng). Có nhiều vị tăng trong hội này thường đứng hoặc ngồi mà thị tịch.
Vua Đường Hy Tông nghe tiếng tăm về đạo hạnh của sư, liền sai sứ đến ban áo cà-sa tím. Sư khéo từ chối không nhận.
Năm Quang Khải thứ tư, nhằm ngày 20 tháng 2, sư bệnh nặng rồi qua đời. Sư thọ 82 tuổi, hạ lạp 59 năm. Đến ngày rằm tháng 3, đệ tử đưa nhục thân sư nhập tháp ở góc Tây Bắc của viện. Vua sắc hiệu là Phổ Hội Đại Sư, tháp tên Kiến Tướng.

## Pháp ngữ
Sư nói: "Thời giáo một đời chỉnh lý chân tay người đương thời. Phàm có lý do đó, đều rơi vào thời nay. Cho đến Pháp thân chẳng phải thân đó là cực tắc của Giáo gia, sa-môn chúng ta đều chẳng có khẳng lộ. Nếu phân biệt tức sai, còn nếu không phân biệt tức ngồi trong bùn nước, nhưng chẳng qua đó chỉ là do tâm ý vọng thuyết kiến văn".